# Municipio de Center No. 3
El municipio de Center No. 3 (en inglés: Center No. 3 Township) es un municipio ubicado en el condado de Greene en el estado estadounidense de Misuri. En el año 2010 tenía una población de 1811 habitantes y una densidad poblacional de 17,14 personas por km².

## Geografía
El municipio de Center No. 3 se encuentra ubicado en las coordenadas 37°14′10″N 93°31′20″O / 37.23611, -93.52222. Según la Oficina del Censo de los Estados Unidos, el municipio tiene una superficie total de 105.68 km², de la cual 105,63 km² corresponden a tierra firme y (0,05 %) 0,05 km² es agua.

## Demografía
Según el censo de 2010, había 1811 personas residiendo en el municipio de Center No. 3. La densidad de población era de 17,14 hab./km². De los 1811 habitantes, el municipio de Center No. 3 estaba compuesto por el 97,96 % blancos, el 0,44 % eran afroamericanos, el 0,44 % eran amerindios, el 0,11 % eran asiáticos, el 0,06 % eran de otras razas y el 0,99 % eran de una mezcla de razas. Del total de la población el 0,39 % eran hispanos o latinos de cualquier raza.